# 趙世奎
趙世奎（1506年—？），字啓文，神武右衛右所軍籍直隸江都縣人，明朝政治人物。

## 生平
嘉靖十九年（1540年）庚子科順天府鄉試第三十二名舉人。嘉靖二十三年（1544年）中式甲辰科會試第一百二十七名，登第三甲第十名進士。授平阳府推官，嘉靖二十七年（1548年）十一月选授江西道試監察御史，二十八年六月實授御史。三十一年贬沔陽州判官。

## 家族
曾祖趙旺；祖父趙演，贈文林郎雲南道監察御史；父趙琪，壽官。母張氏；繼母王氏。永感下。